# Glaucidium palmatum
Glaucidium palmatum là một loài thực vật có hoa trong họ Mao lương. Loài này được Siebold & Zucc. mô tả khoa học đầu tiên năm 1843.
Nó là loài đặc hữu khu vực bắc và đông Nhật Bản trên đảo Hokkaidō và đông bắc đảo Honshū trên các dãy núi gần với biển Nhật Bản.
Là loài thực vật lâu năm thân thảo có thân rễ, nó mọc cao tới 40 cm với thân cứng và 2 lá to (đường kính tới 20 cm) có thùy lông chim ở gần ngọn cùng các lá nhỏ có màng ở phần thấp hơn của thân cây. Hoa mọc đơn độc ở ngọn, đường kính 8 cm, với 4 lá đài hình cánh hoa màu hồng tới tía nhạt (hiếm khi trắng), nhiều nhị và 2 lá noãn. Quả là một cụm các quả đại.
Đôi khi người ta đặt nó trong họ riêng là Glaucidiaceae, hoặc trong họ Paeoniaceae.

## Hình ảnh

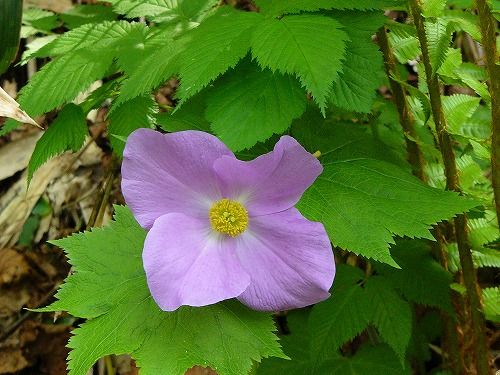
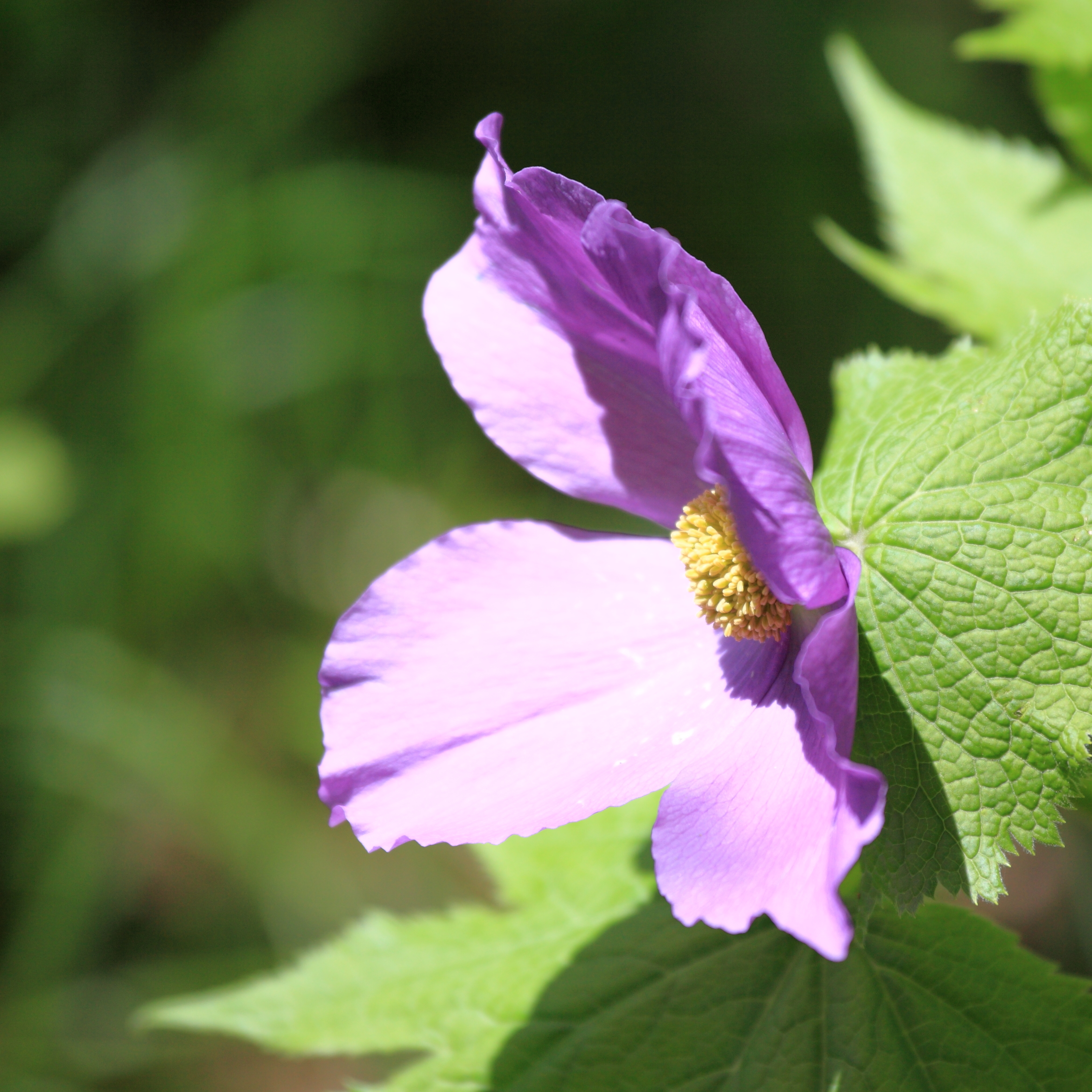
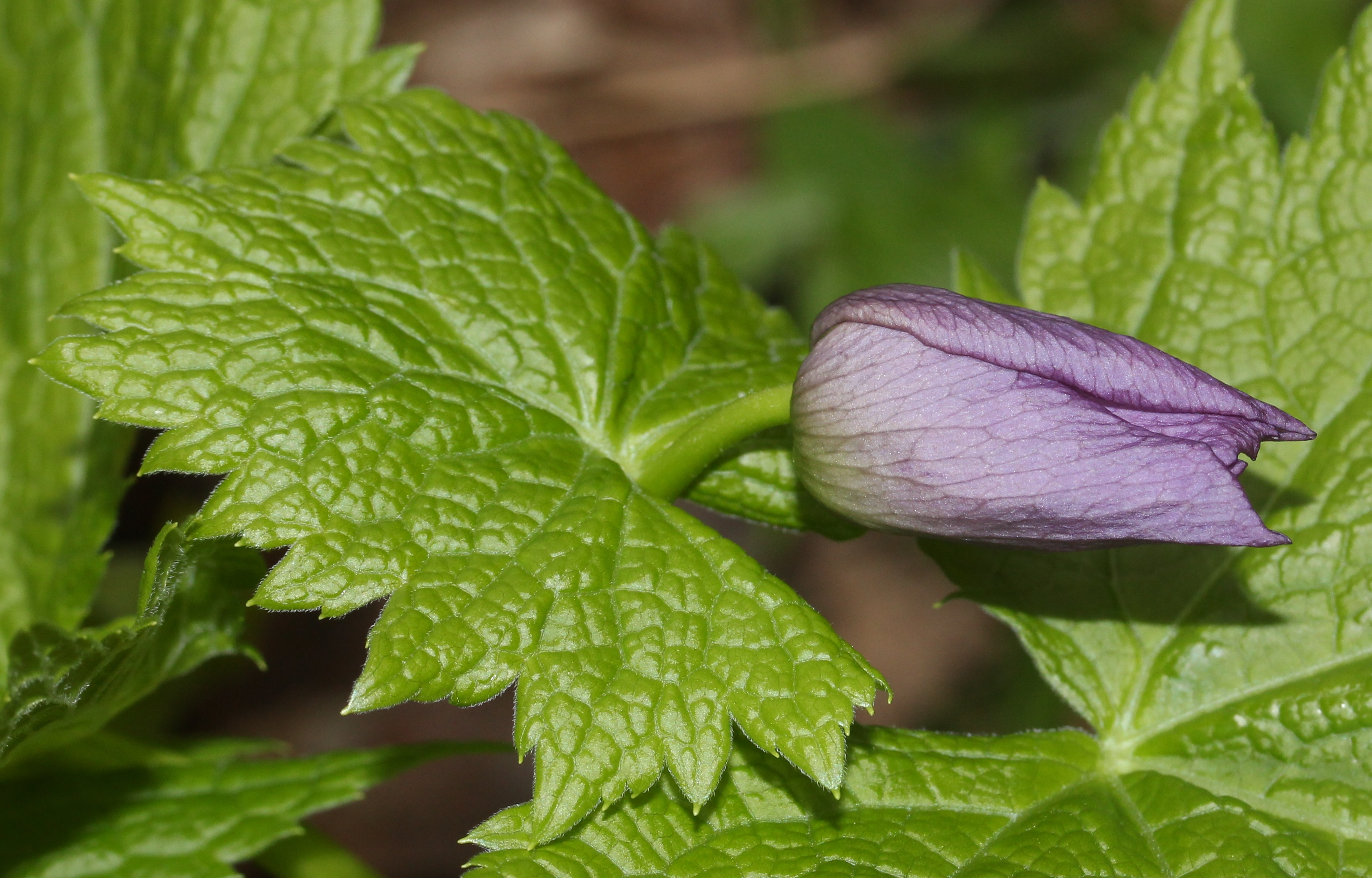
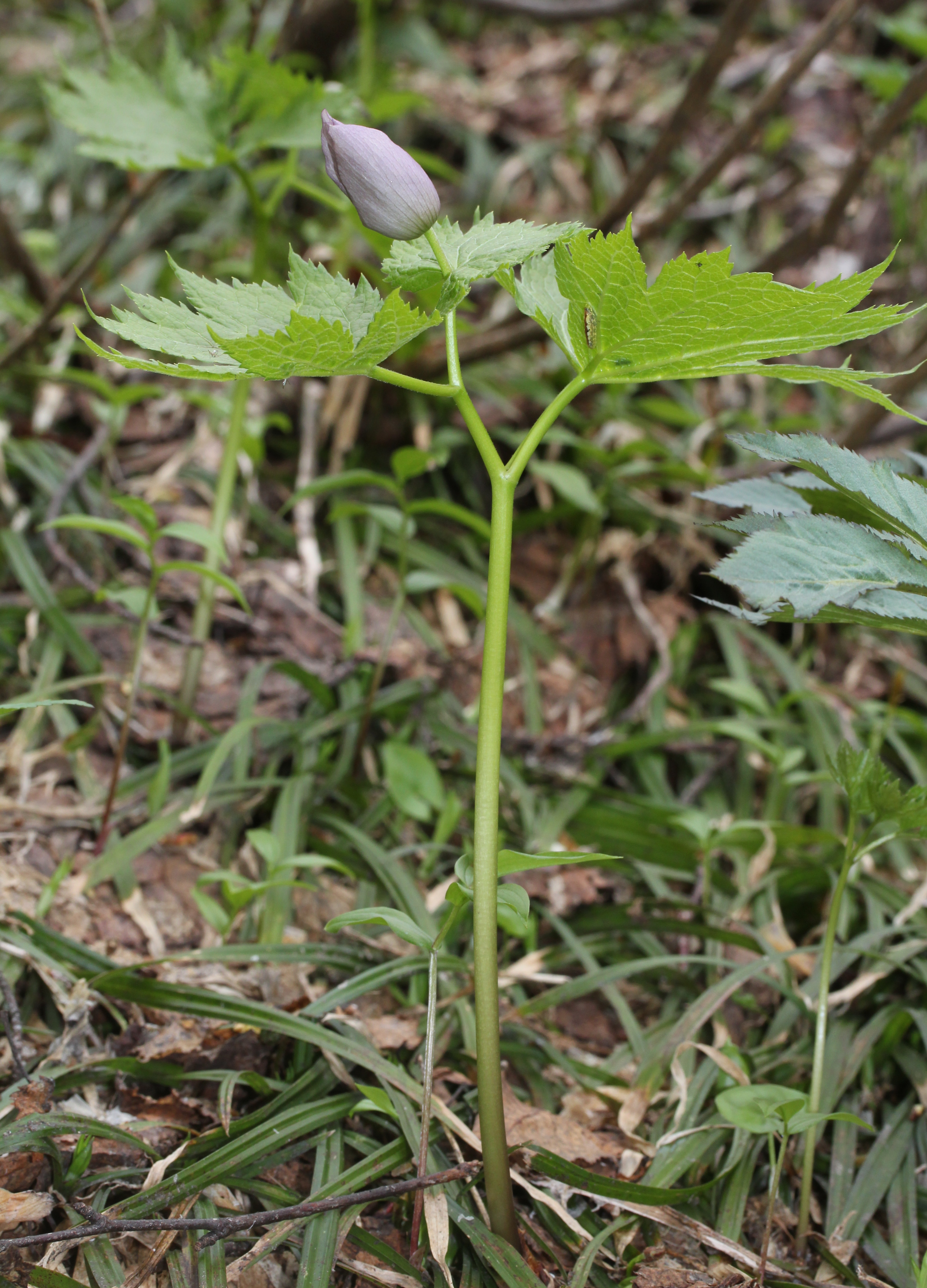
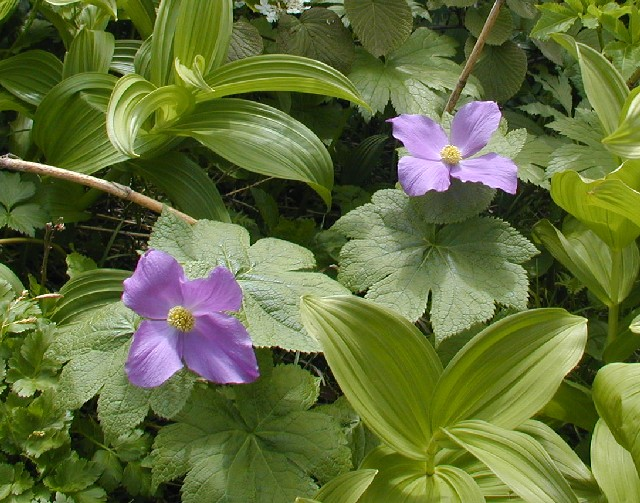